# 上海宝冶集团
上海宝冶集团有限公司（英語：Shanghai Baoye Group Corp., Ltd），是中国五矿旗下中国中冶的子公司，中国最大的房屋建筑及冶炼工程施工总承包商之一，曾承建武钢、攀钢、宝钢、湛钢等大型钢铁基地，以及国家体育场“鸟巢”、国家会展中心、上海世博会建筑群、上海浦东机场、广州白云机场、上海迪士尼乐园、北京环球影城等重大基建项目工程。

## 历史
1954年11月，为建设武钢而设的武汉钢铁建设公司正式成立。1956年，更名为武汉冶金化学建筑总公司。1964年，更名为冶金部第一冶金建设公司。1966年5月，冶金部发文将一冶一分为二，分出一半力量成立第十九冶金建设公司，承担攀钢建设任务。1978年，十九冶被抽调至上海，成立上海宝山钢铁总厂工程指挥部十九冶分指挥部，承担宝钢工程建设，1981年6月，经冶金部批准，宝钢十九冶分指挥部成为冶金部直属的第十九冶金建设公司上海分公司。1986年，改组为上海宝钢冶金建设公司。1998年3月，上海宝冶划归中冶集团管理，成为中冶集团的全资子公司。2003年1月15日，中冶集团上海宝钢冶金建设公司分立出部分资产，设立上海宝冶建设有限公司。2010年3月，正式更名为上海宝冶集团有限公司。